# 6451 Kärnten
(6451) Karnten, denumire internațională (6451) Kärnten, este un asteroid din centura principală de asteroizi.

## Descriere
6451 Kärnten este un asteroid din centura principală de asteroizi. A fost descoperit pe 9 aprilie 1991 la Tautenburg de Freimut Börngen. Asteroidul prezintă o orbită caracterizată de o semiaxă mare de 2,64 ua, o excentricitate de 0,05 și o înclinație de 3,7° în raport cu ecliptica.